# Quận Crisp, Georgia
Quận Crisp là một quận trong tiểu bang Georgia, Hoa Kỳ. Quận lỵ đóng ở thành phố Cordelle 6. Theo điều tra dân số năm 2000 của Cục điều tra dân số Hoa Kỳ, quận có dân số 21.996 người 2. Năm 2007, ước tính dân số khoảng 22.215 người.

## Thông tin nhân khẩu
Theo điều tra dân số 2 năm 2000, đã có 21.996 người, 8.337 hộ, và 5.869 gia đình sống trong quận. Mật độ dân số là 80 người cho mỗi dặm vuông (31/km ²). Có 9.559 đơn vị nhà ở với mật độ trung bình là 35 cho mỗi dặm vuông (13/km ²). Cơ cấu chủng tộc dân cư quận gồm 54,07% người da trắng, 43,40% da đen hay Mỹ gốc Phi, 0,15% người Mỹ bản xứ, 0,68% người châu Á, Thái Bình Dương 0,03%, 0,98% từ các chủng tộc khác, và 0,68% từ hai hoặc nhiều chủng tộc. 1,74% dân số là người Hispanic hay Latino thuộc chủng tộc nào.
Có 8.337 hộ, trong đó 34,80% có trẻ em dưới 18 tuổi sống chung với họ, 44,80% là các cặp vợ chồng sống với nhau, 21,60% có chủ hộ là nữ không có mặt chồng, và 29,60% là không lập gia đình. 26,10% của tất cả các hộ gia đình đã được tạo thành từ các cá nhân và 11,10% có người sống một mình 65 tuổi trở lên đã được người. Bình quân mỗi hộ là 2,58 và cỡ gia đình trung bình là 3,10.
Độ tuổi dân cư phân bố như sau 29,00% ở độ tuổi dưới 18, 9,20% 18-24, 27,00% 25-44, 21,80% 45-64, và 13,00% 65 tuổi trở lên. Tuổi trung bình là 34 năm. Cứ mỗi 100 nữ có 88,70 nam giới. Cứ mỗi 100 nữ 18 tuổi trở lên, đã có 84,00 nam giới.
Thu nhập trung bình cho một hộ gia đình trong quận đã đạt $ 26.547, và thu nhập trung bình cho một gia đình là $ 32,747. Nam giới có thu nhập trung bình $ 28.595 so với 19.393 $ cho phái nữ. Thu nhập trên đầu cho các quận được $ 14,695. Giới 24,60% gia đình và 29,30% dân số sống dưới mức nghèo khổ, trong đó có 41,80% những người dưới 18 tuổi và 24,00% có độ tuổi từ 65 trở lên.